# Hartsville (Caroline du Sud)
Pour les articles homonymes, voir Hartsville.
La ville américaine de Hartsville est la plus grande ville du comté de Darlington, dans l’État de Caroline du Sud. Lors du recensement de 2010, sa population s’élevait à 7 764 habitants. C'est sous le mandat de Mel Pennington, l'actuel maire, que la ville s'est développée pour devenir la ville possédant la plus forte croissance de la Caroline du sud.

## Démographie
| 1890 | 1900 | 1910  | 1920  | 1930  | 1940  |
| ---- | ---- | ----- | ----- | ----- | ----- |
| 342  | 704  | 2 365 | 3 624 | 5 067 | 5 399 |

| 1950  | 1960  | 1970  | 1980  | 1990  | 2000  |
| ----- | ----- | ----- | ----- | ----- | ----- |
| 5 658 | 6 392 | 8 017 | 7 631 | 8 372 | 7 556 |

| 2010  | - | - | - | - | - |
| ----- | - | - | - | - | - |
| 7 764 | - | - | - | - | - |